# جوناثان أرنولد
جوناثان أرنولد (بالإنجليزية: Jonathan Arnold)‏ هو قاضي ومحامي وطبيب وسياسي أمريكي، ولد في 3 ديسمبر 1741 في بروفيدنس في الولايات المتحدة، وتوفي في 1 فبراير 1793.